# Semelhe
Semelhe is een plaats (freguesia) in de Portugese gemeente Braga en telt 847 inwoners (2001).